# Kapelle Donselener Hof (Donselen)

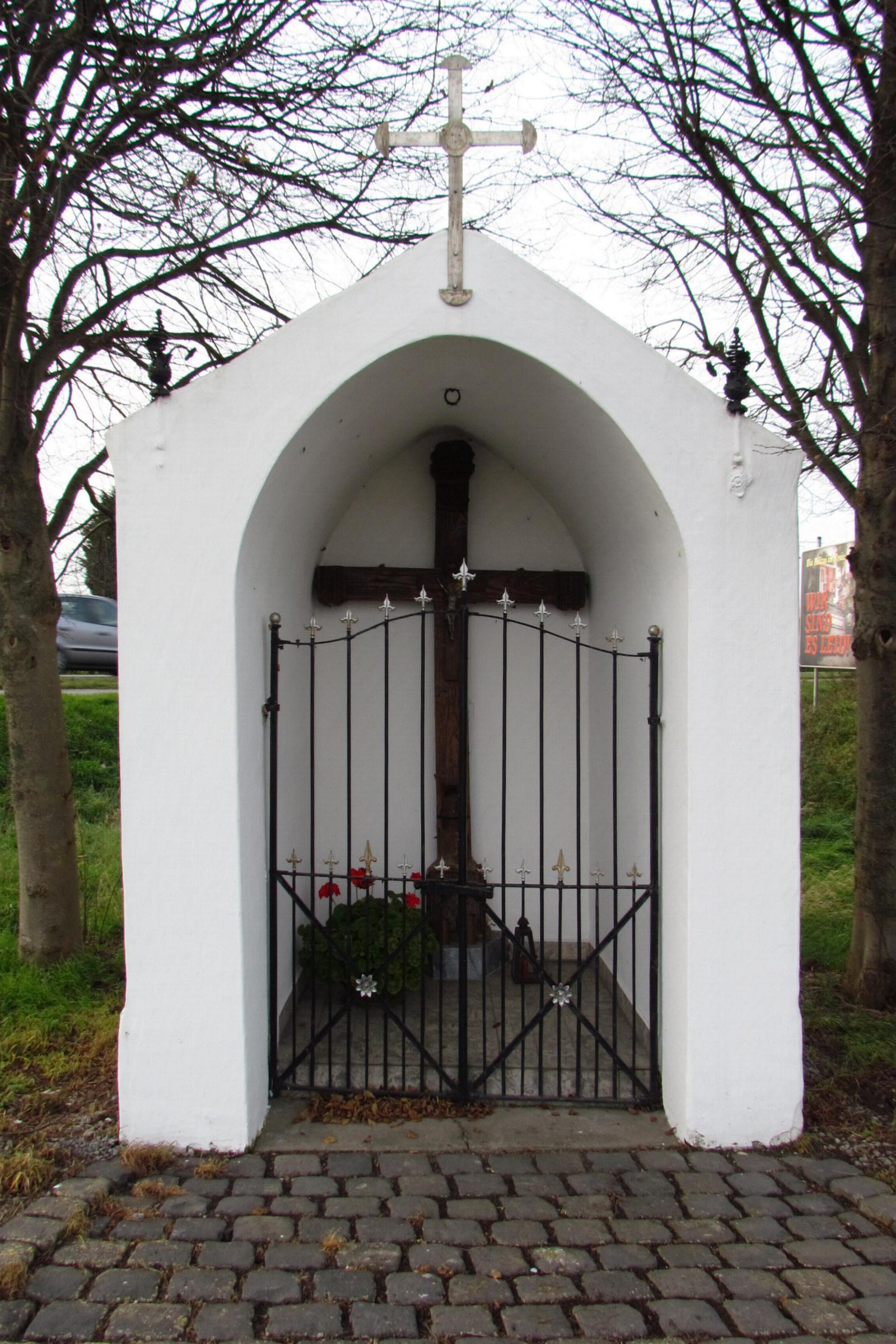

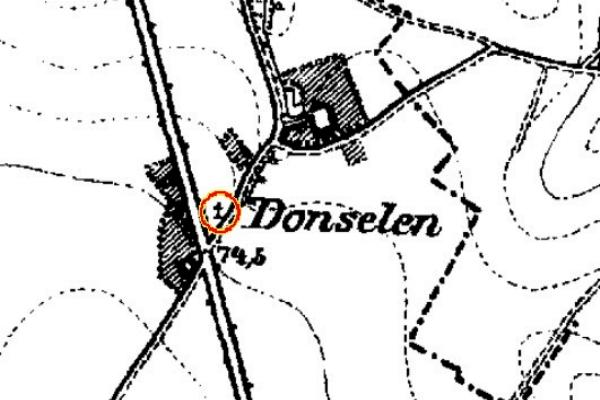
Lage der Kapelle auf der Neuverkartung 1891–1912

Die römisch-katholische Kapelle Donselen hat ihren Standort im Ortsteil Uetterath-Donselen in der Stadt Heinsberg in Nordrhein-Westfalen.

## Lage
Die Kapelle steht in Donselen an der Bundesstraße 221.

## Geschichte
Der Donselener Hof erscheint seit dem 14. Jahrhundert als Heinsberger Lehen. Das Gericht befand sich in Dremmen, Die zuständige Pfarre war Uetterath. Der Hof und sechs weitere Haus- und Hofstellen bildeten die Siedlung Donselen. Die errichtete Kapelle erscheint auf der Karte der Neuverkartung von 1891 bis 1912. Auf der Tranchotkarte 1803–1820 und der Urkatasterkarte 1846 ist die Kapelle noch nicht verzeichnet.

## Architektur
Das Kapellchen ist ein kleiner, verputzter Backsteinbau. Der Eingang und die Kapellendecke sind rundbogig. Ein schmiedeeisernes Schutzgitter ist im Eingangsbereich angebracht. An der Frontseite verzieren rechts und links am Dach Blumenornamente aus Schmiedeeisen die Kapelle. 

## Ausstattung
- In der Kapelle ein Kruzifix, Blumen und eine Laterne.
- Giebelkreuz auf der Kapelle.